# Гот-Спрінгс (Вірджинія)
Гот-Спрінгс (англ. Hot Springs) — переписна місцевість (CDP) в США, в окрузі Бат штату Вірджинія. Населення — 524 особи (2020).

## Географія
Гот-Спрінгс розташований за координатами 38°0′5″ пн. ш. 79°49′26″ зх. д. / 38.00139° пн. ш. 79.82389° зх. д. (38.001289, -79.823890).  За даними Бюро перепису населення США в 2010 році переписна місцевість мала площу 14,44 км², уся площа — суходіл.

## Демографія
Згідно з переписом 2010 року, у переписній місцевості мешкало 738 осіб у 396 домогосподарствах у складі 176 родин. Густота населення становила 51 особа/км².  Було 571 помешкання (40/км²).
Расовий склад населення:
| - 81,4 % — білих - 16,3 % — чорних або афроамериканців - 0,4 % — азіатів - 0,1 % — корінних американців |

До двох чи більше рас належало 1,6 %. Частка іспаномовних становила 2,8 % від усіх жителів.
За віковим діапазоном населення розподілялося таким чином: 15,7 % — особи молодші 18 років, 65,2 % — особи у віці 18—64 років, 19,1 % — особи у віці 65 років та старші. Медіана віку мешканця становила 43,4 року. На 100 осіб жіночої статі у переписній місцевості припадало 105,0 чоловіків;  на 100 жінок у віці від 18 років та старших — 108,0 чоловіків також старших 18 років.
Середній дохід на одне домашнє господарство  становив 114 655 доларів США (медіана — 36 693), а середній дохід на одну сім'ю — 265 184 долари (медіана — 103 333). За межею бідності перебувало 6,2 % осіб, у тому числі 0,0 % дітей у віці до 18 років та 21,6 % осіб у віці 65 років та старших.
Цивільне працевлаштоване населення становило 196 осіб. Основні галузі зайнятості: мистецтво, розваги та відпочинок — 49,0 %, освіта, охорона здоров'я та соціальна допомога — 26,0 %, транспорт — 13,8 %, будівництво — 8,2 %.